# موزه باستان‌شناسی ملی آتن
موزه باستان‌شناسی ملی آتن (به یونانی: Εθνικό Αρχαιολογικό Μουσείο) موزهای در آتن است که شامل تعدادی از مهم‌ترین اشیا از نقاط مهم باستانی در یونان و مناطق اطراف آن متعلق به دوران پیشاتاریخ تا عهد باستان می‌باشد. این موزه به عنوان یکی از بزرگترین موزه‌های جهان و دارای غنی‌ترین مجموعه اشیا دوران یونان باستان شناخته می‌شود. این موزه در سال ۱۸۲۹ تأسیس شده‌است.
تاریخچه
اولین موزه ملی باستان شناسی در یونان توسط فرماندار یونان، یوانیس کاپودیستریاس در ایگینا در سال 1829 تأسیس شد. متعاقباً، مجموعه باستان شناسی تا سال 1858 به تعدادی از مکان های نمایشگاهی منتقل شد، زمانی که یک مسابقه بین المللی معماری برای مکان و معماری اعلام شد. طراحی موزه جدید مکان فعلی پیشنهاد شد و ساخت ساختمان موزه در سال 1866 آغاز شد و در سال 1889 با استفاده از بودجه دولت یونان ، انجمن باستان شناسی یونان و انجمن Mycenae تکمیل شد . خیرین اصلی النی توسیسا بودند که زمین را برای ساخت موزه اهدا کردند و دمتریوس و نیکولاوس ورنارداکیس از سن پترزبورگ که مبلغ زیادی را برای تکمیل موزه اهدا کردند.
نام اولیه موزه موزه مرکزی بود . در سال 1881 توسط نخست وزیر یونان Charilaos Tricoupis به نام فعلی خود تغییر نام داد . در سال 1887 باستان شناس مهم والریوس استایس سرپرست موزه شد
در طول جنگ جهانی دوم ، موزه بسته شد و آثار باستانی در جعبه‌های محافظ ویژه مهر و موم و دفن شدند تا از تخریب و غارت آنها جلوگیری شود. در سال 1945 نمایشگاه ها دوباره به سرپرستی کریستوس کاروزوس و سمنی کاروزو به نمایش گذاشته شد . بال جنوبی موزه موزه اپیگرافیک با غنی ترین مجموعه کتیبه ها در جهان را در خود جای داده است. موزه کتیبه ها بین سال های 1953 و 1960 با طرح های معماری پاترکلوس کارانتینوس گسترش یافت.
در سال 2023، دولت یونان طرح هایی را برای گسترش زیرزمینی به مساحت 20000 متر مربع به موزه تصویب کرد. انتظار می رود این توسعه تا سال 2028 تکمیل شود و همچنین دارای یک باغ روی پشت بام باشد
ساختمان
این موزه دارای طراحی نئوکلاسیک با ابهت است که در آن زمان در اروپا بسیار محبوب بود و مطابق با مصنوعات سبک کلاسیکی است که در آن نگهداری می شود. طرح اولیه توسط معمار Ludwig Lange طراحی شد و بعداً توسط Panagis Kalkos که معمار اصلی Armodios Vlachos و Ernst Ziller بود اصلاح شد . در جلوی موزه یک باغ بزرگ با طراحی نئوکلاسیک وجود دارد که با مجسمه ها تزئین شده است.
بازسازی و نوسازی
این بنا دستخوش توسعه های زیادی شده است. مهمترین آنها ساخت بال شرقی جدید در اوایل قرن بیستم بر اساس نقشه های آناستاسیوس متاکساس و ساخت یک ساختمان دو طبقه، طراحی شده توسط جورج نومیکوس ، طی سالهای 1932-1939 بود. [2] این توسعه‌ها برای گنجاندن مجموعه‌ای از مصنوعات در حال رشد ضروری بود. آخرین بازسازی موزه بیش از 1.5 سال طول کشید تا تکمیل شود و در طی آن موزه کاملاً بسته باقی ماند. در جولای 2004 بازگشایی شد و در زمان المپیک آتن بازگشایی شد و شامل ارتقای زیبایی و فنی ساختمان، نصب یک سیستم تهویه مطبوع مدرن، سازماندهی مجدد مجموعه موزه و ترمیم آسیب های ناشی از زلزله 1999 بود . اتاق‌های نقاشی‌های دیواری مینوی در سال 2005 به روی عموم باز شد . [5] در می 2008، وزیر فرهنگ، میهالیس لیاپیس، مجموعه مورد انتظار آثار باستانی مصر و مجموعه النی و آنتونیس استاتاتوس را افتتاح کرد. [6]
در سال 2020، بحث جدیدی در مورد نیاز به گسترش بیشتر موزه به مناطق مجاور مطرح شد. طرح جدیدی برای توسعه زیرزمینی در جلوی موزه انجام شد.
در سال 2023، دولت یونان طرح هایی را برای گسترش زیرزمینی به مساحت 20000 متر مربع به موزه تصویب کرد. انتظار می رود این توسعه تا سال 2028 تکمیل شود و همچنین دارای یک باغ روی پشت بام باشد

## نگارخانه

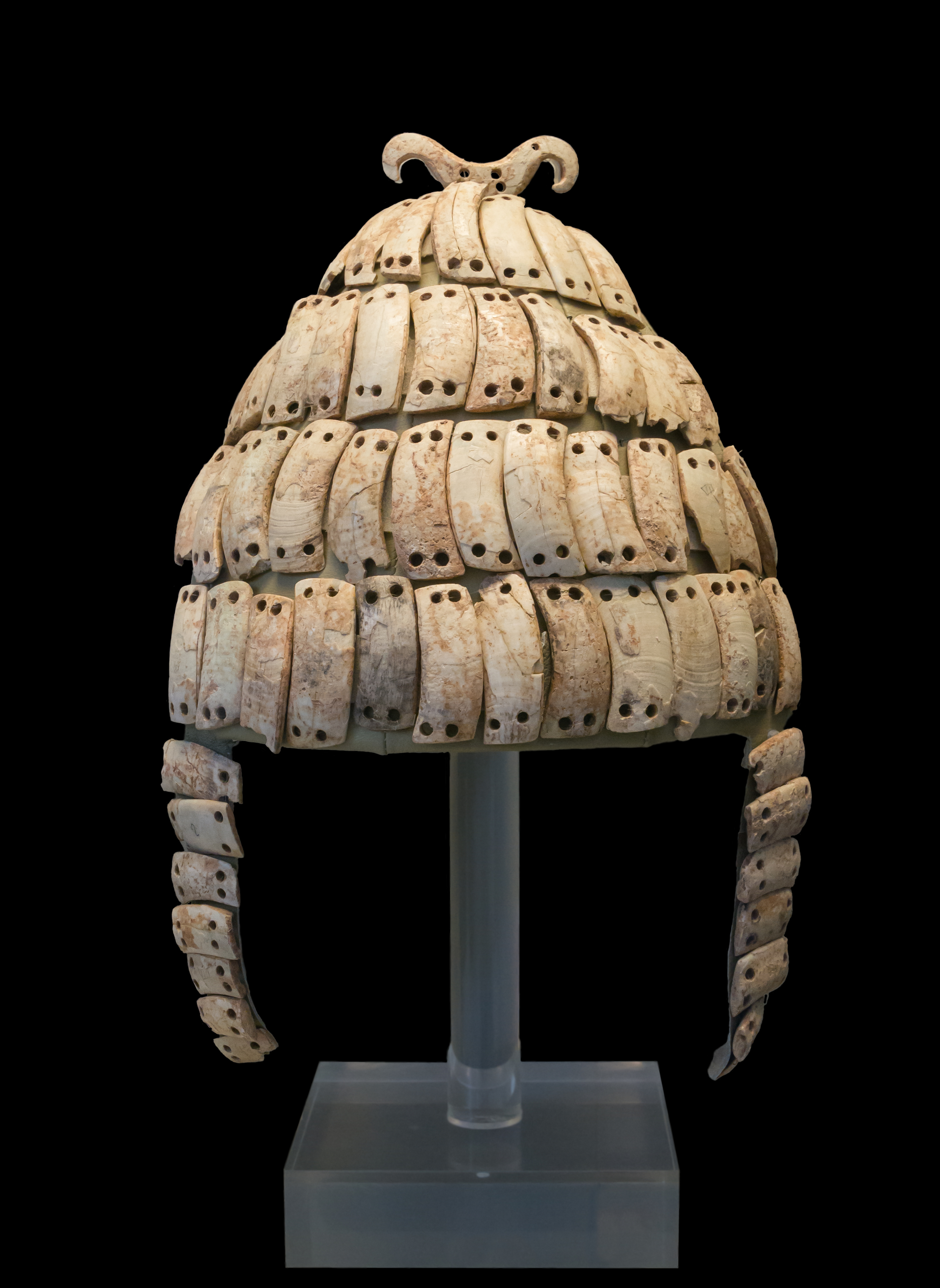
کلاه‌خودی از جنس عاج گراز، متعلق به تمدن میسنی (حدود ۳۴۰۰ سال پیش)
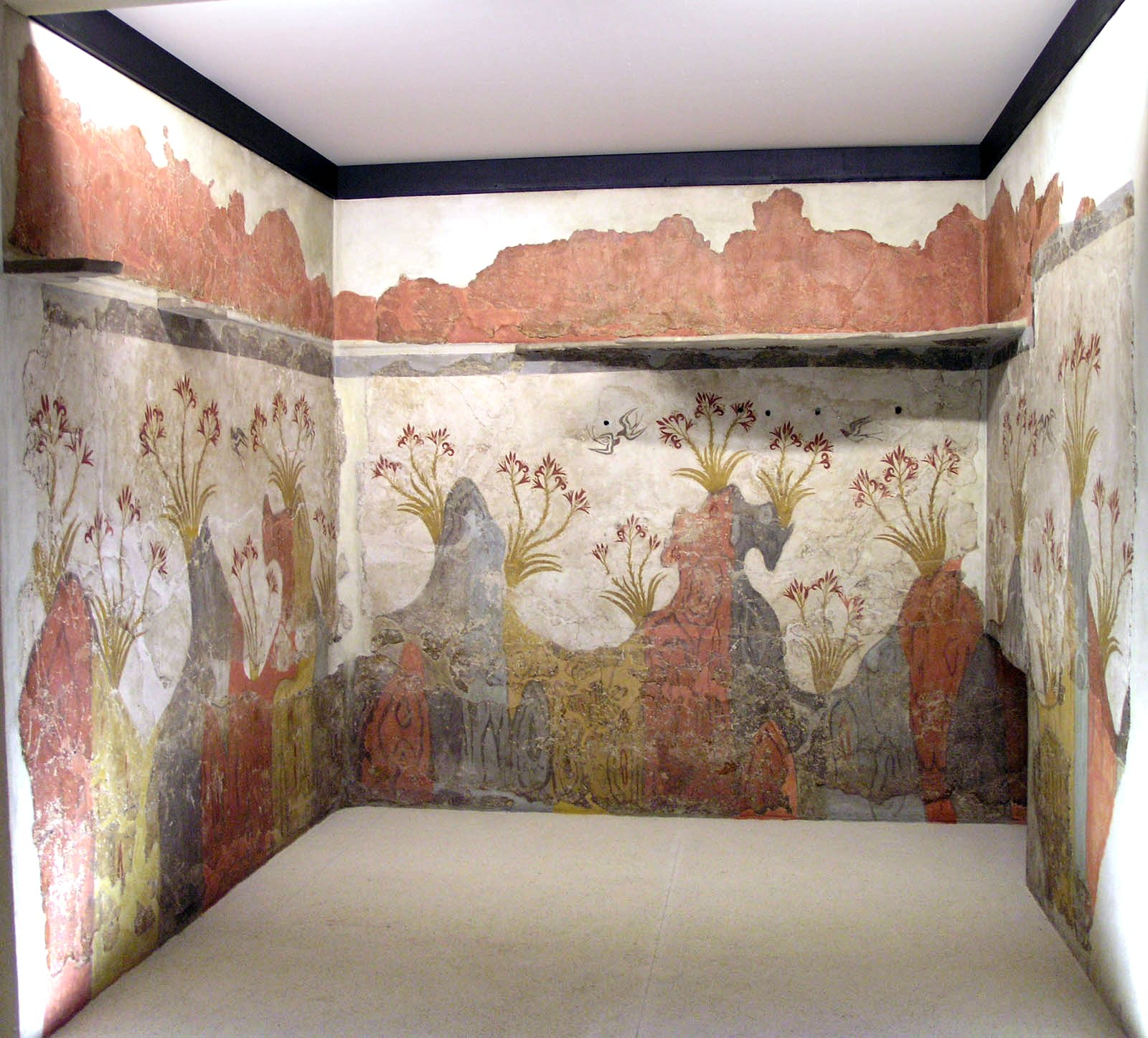
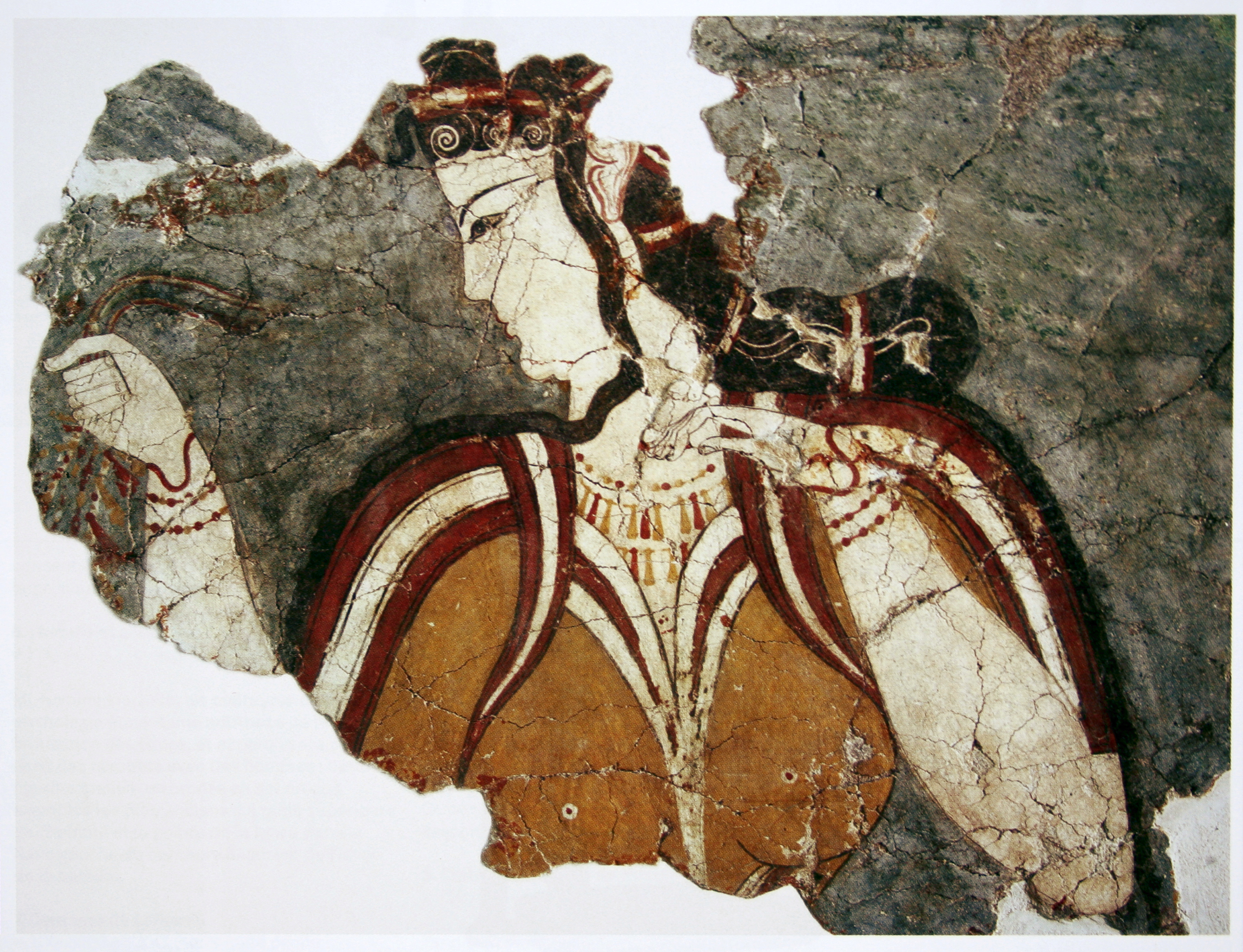
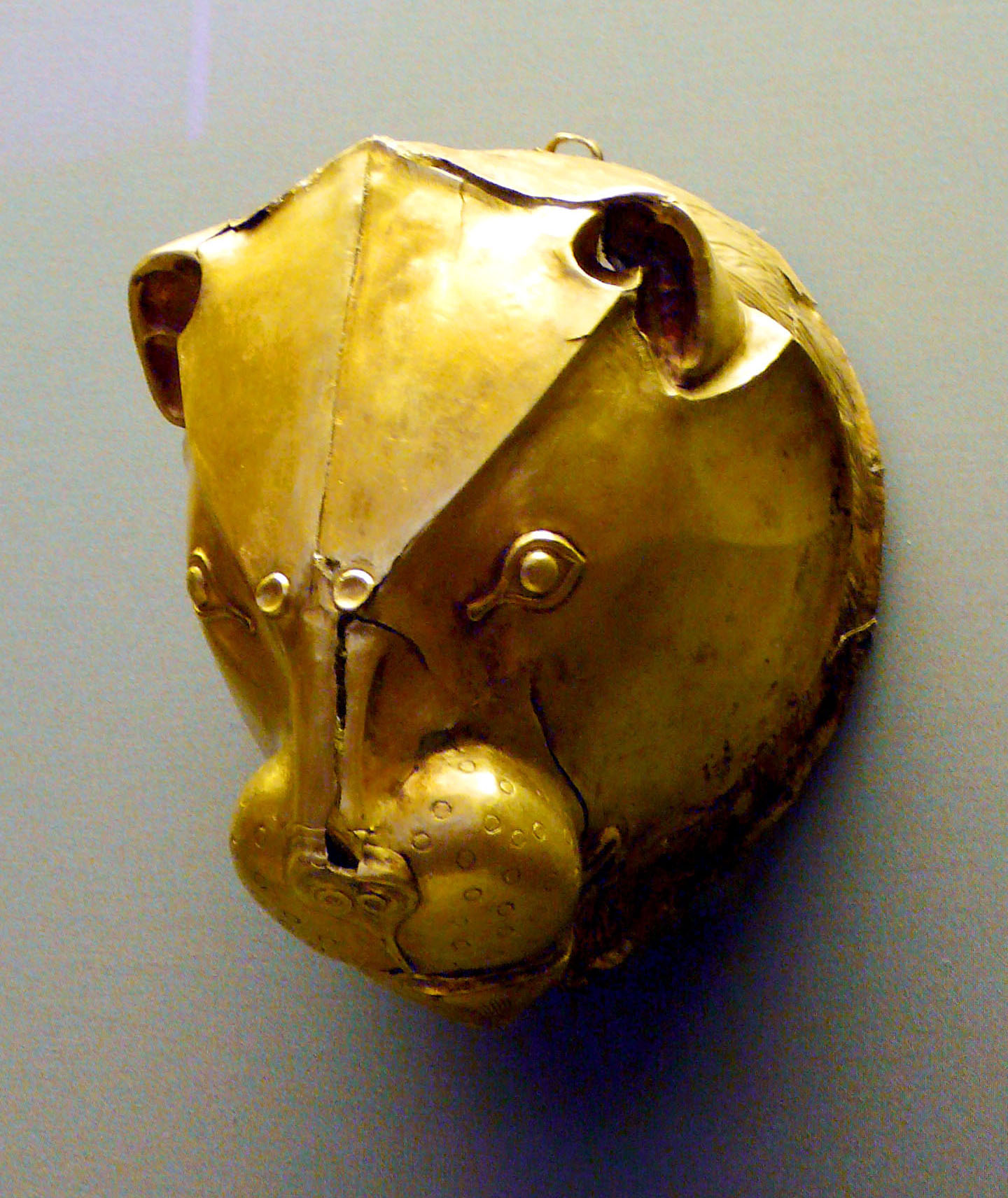
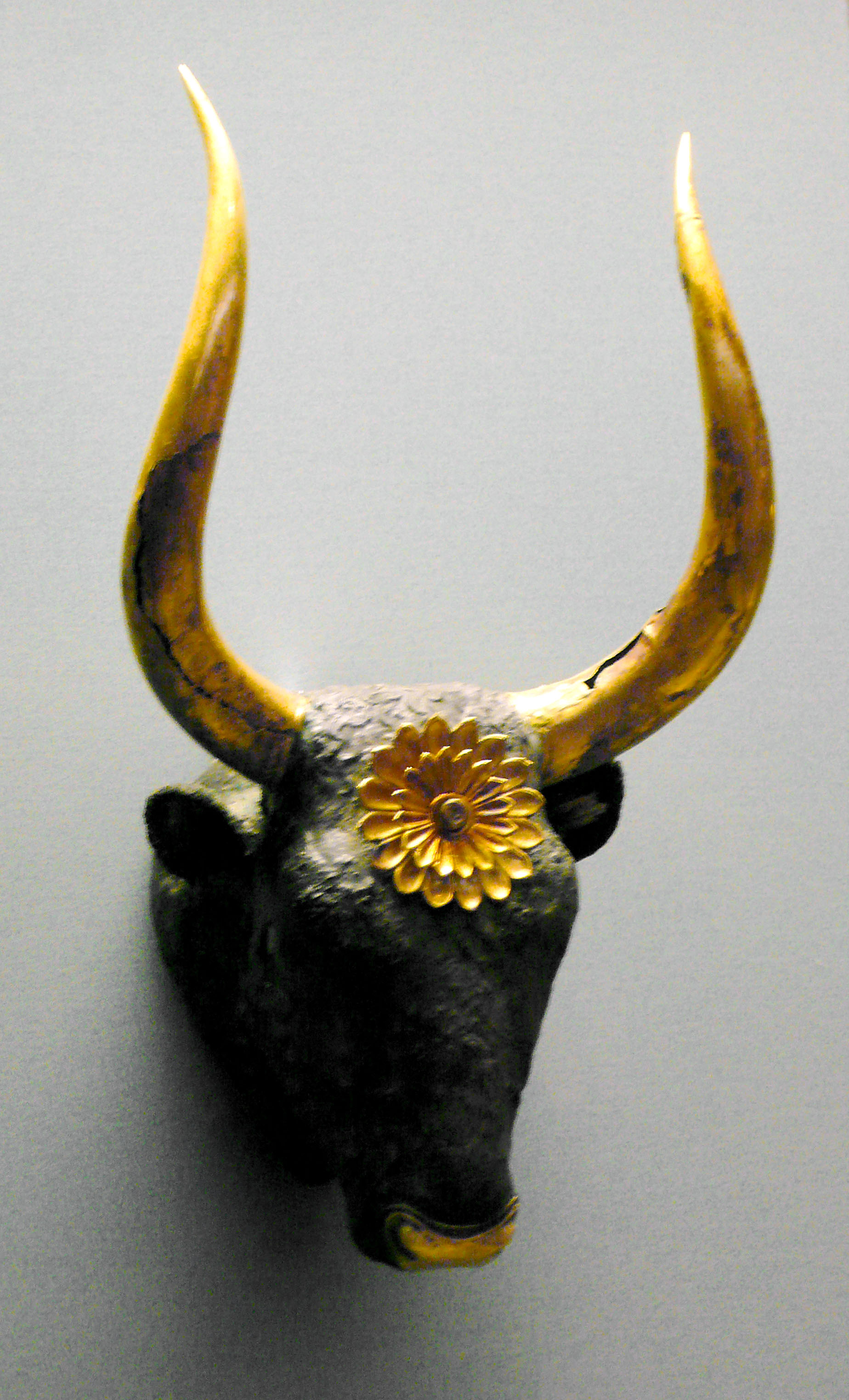
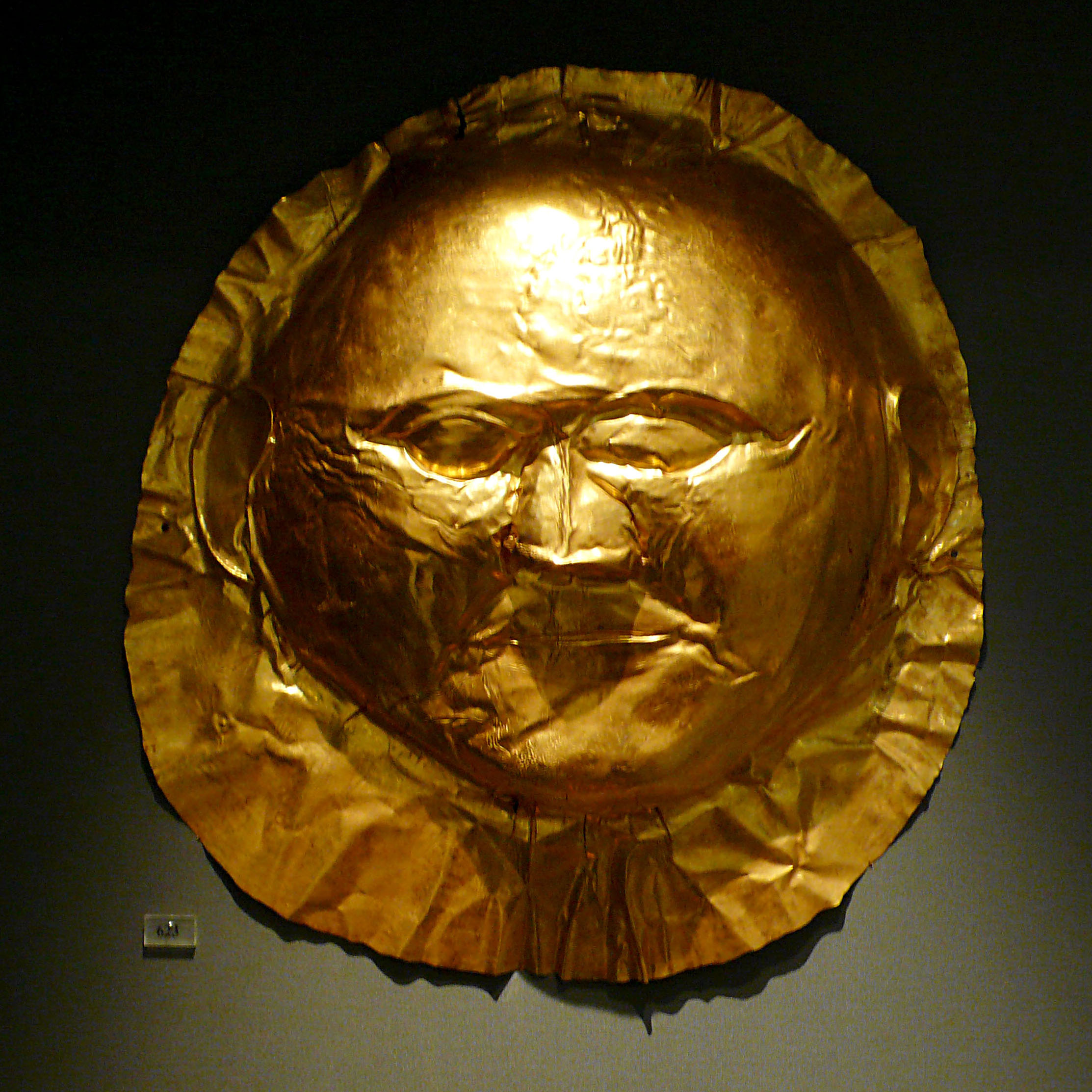
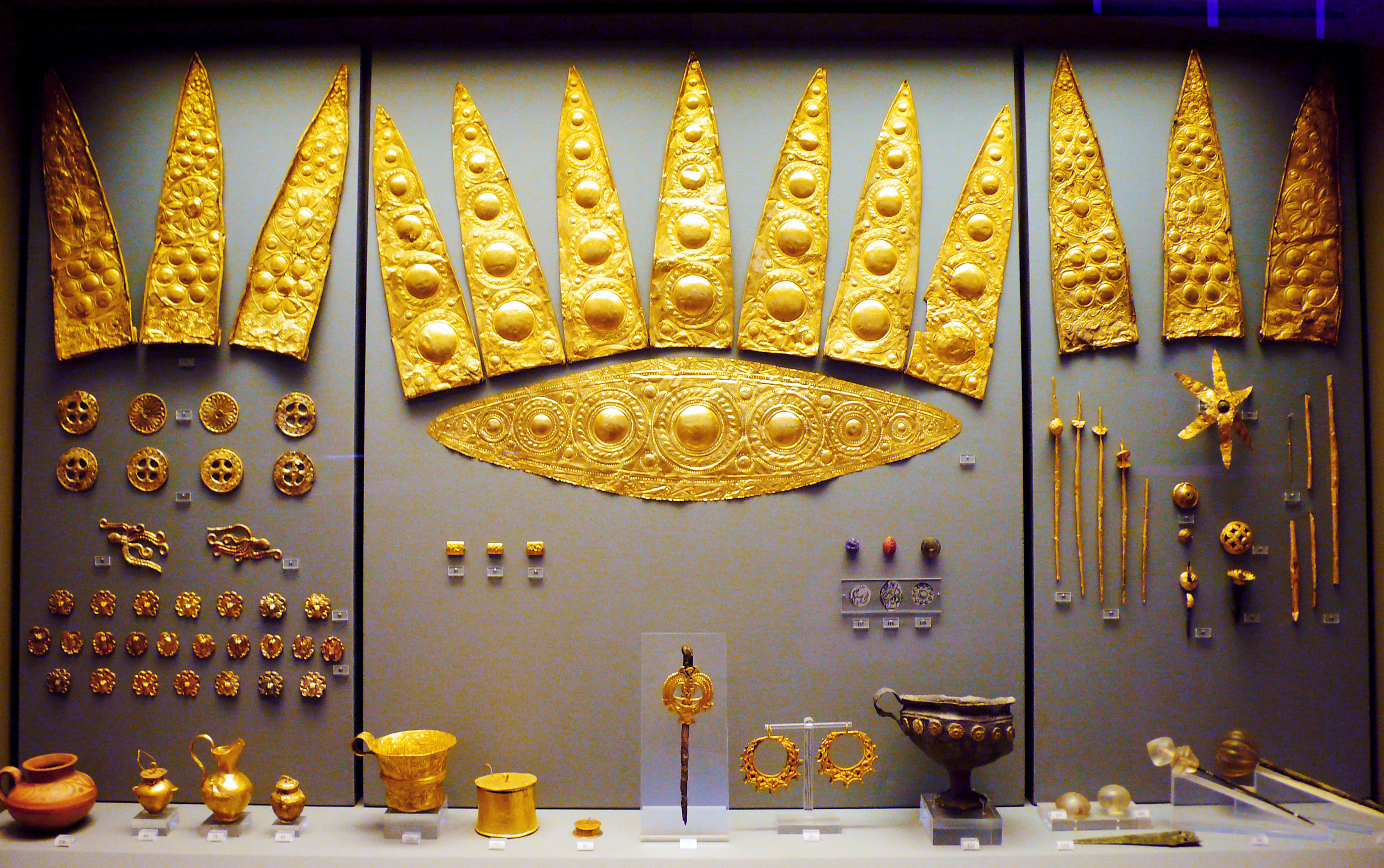
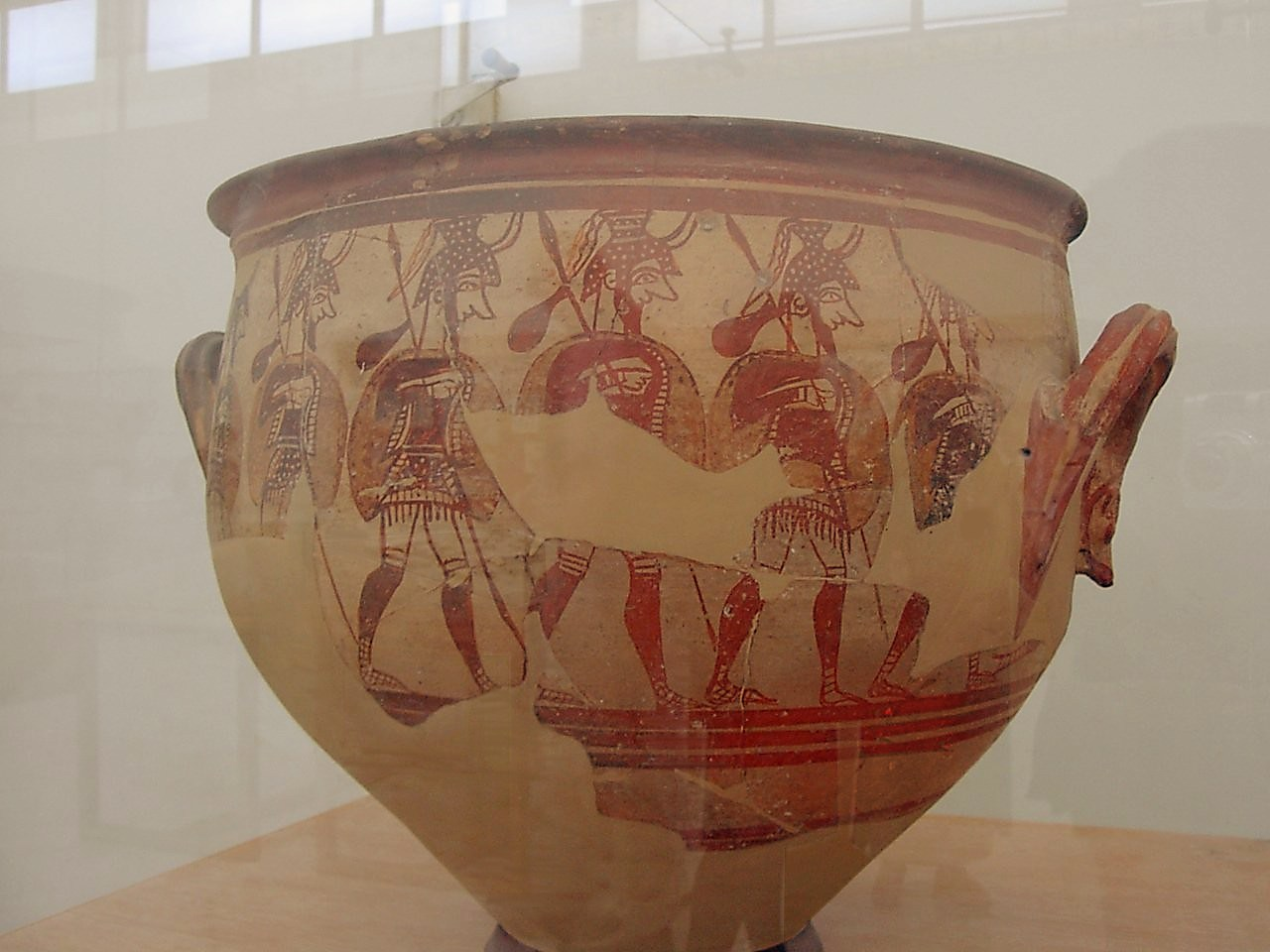
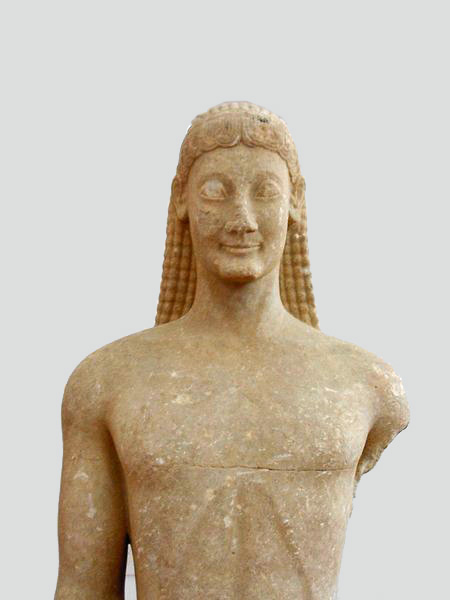
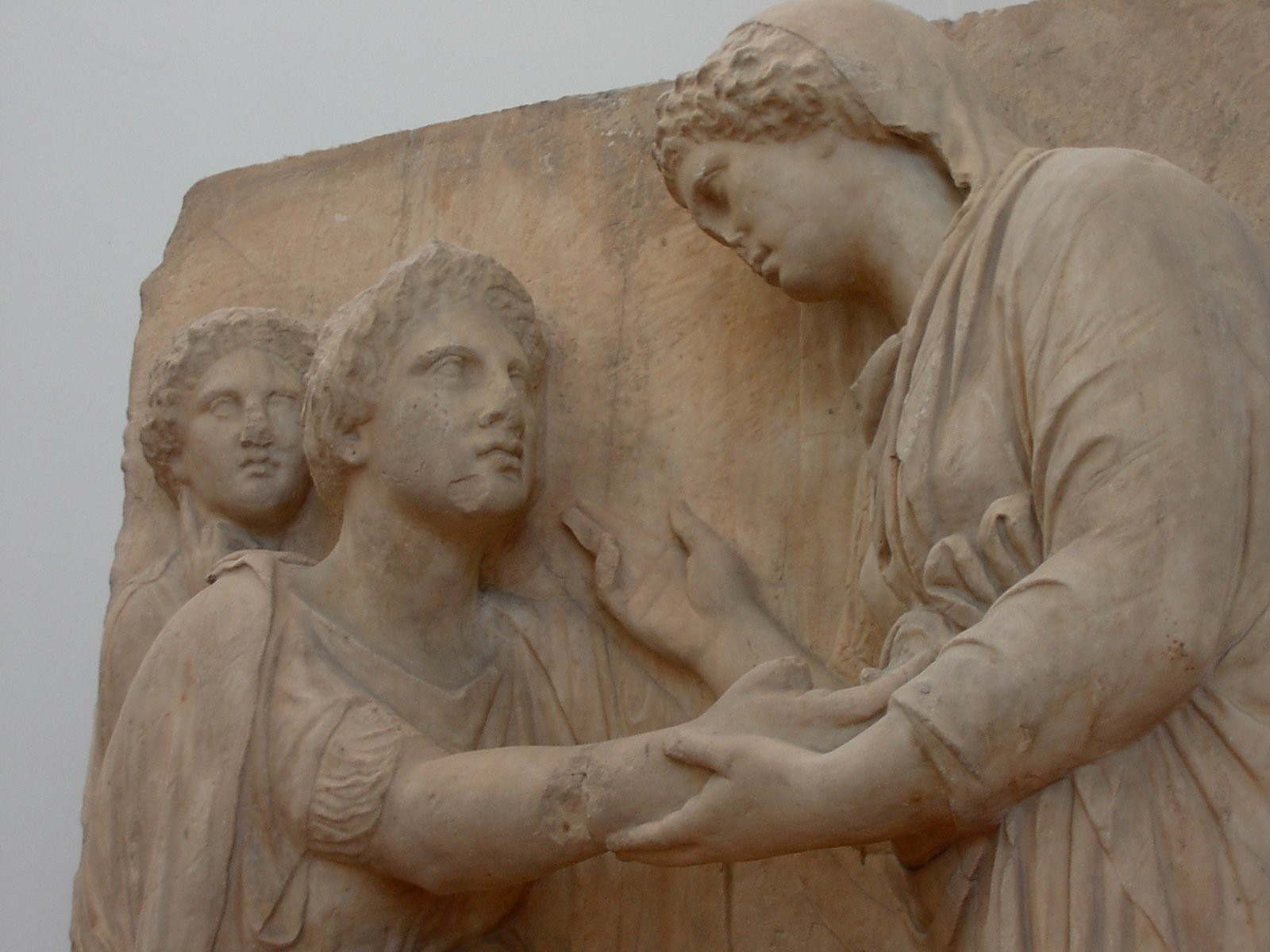
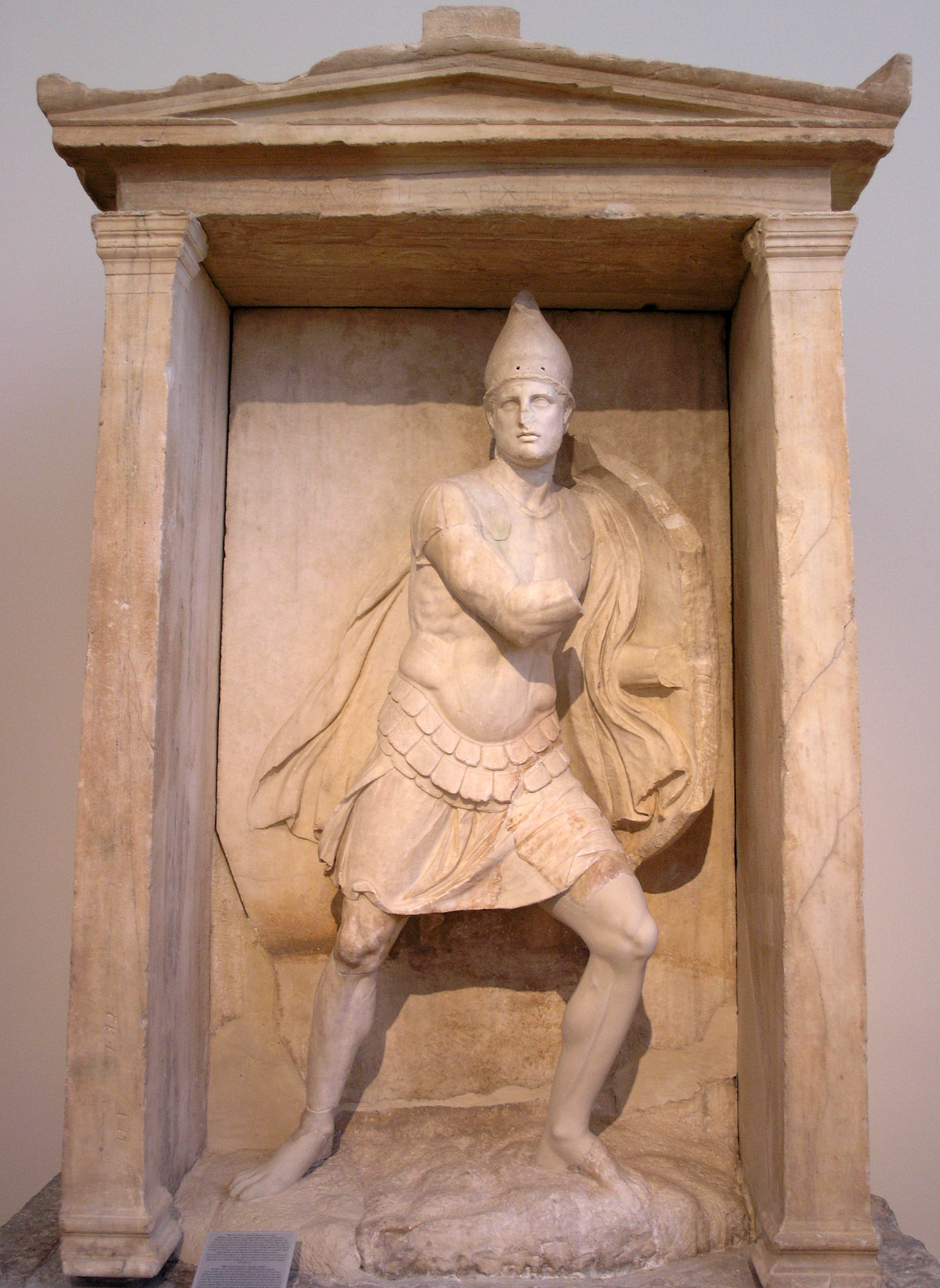
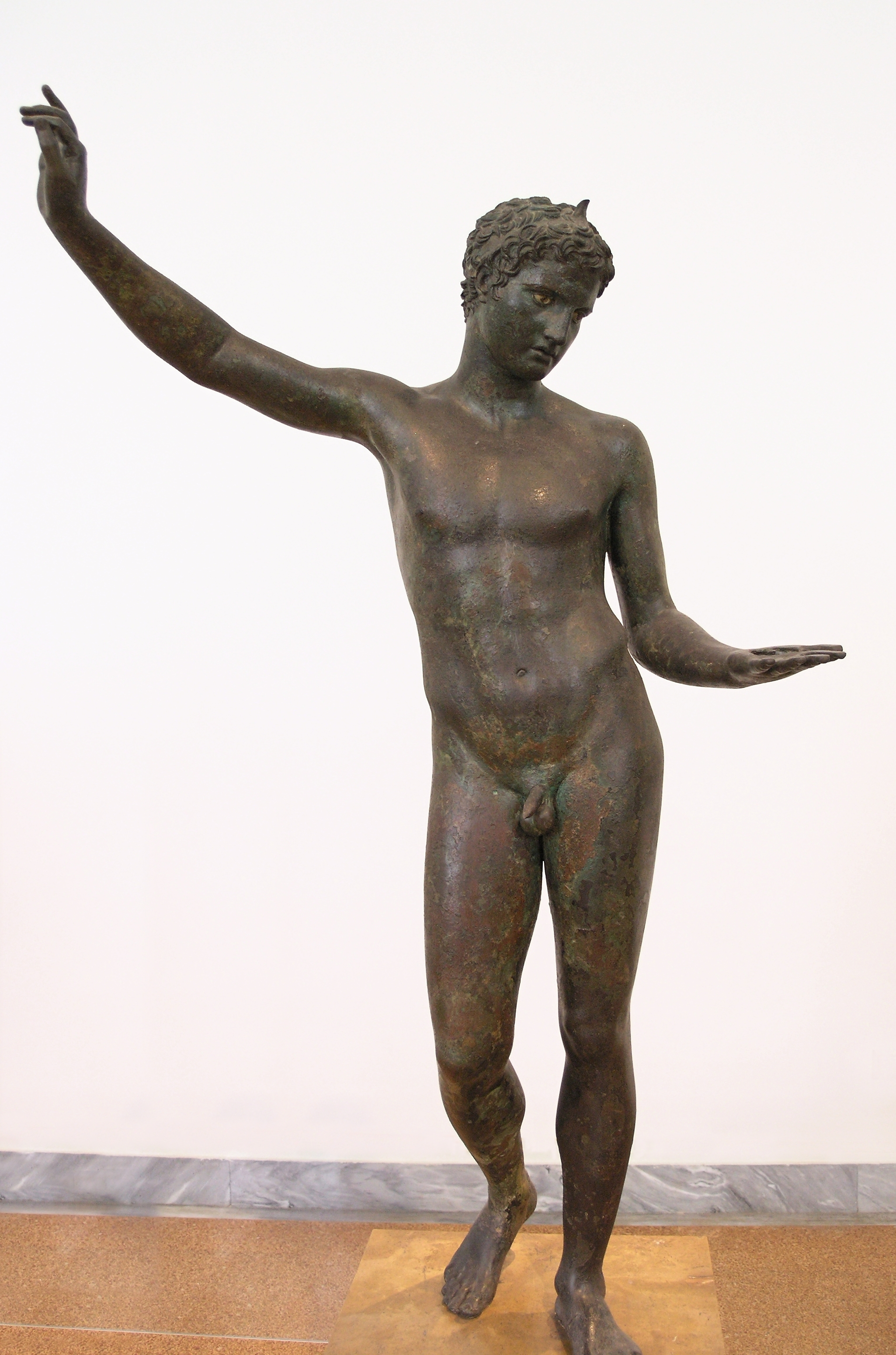
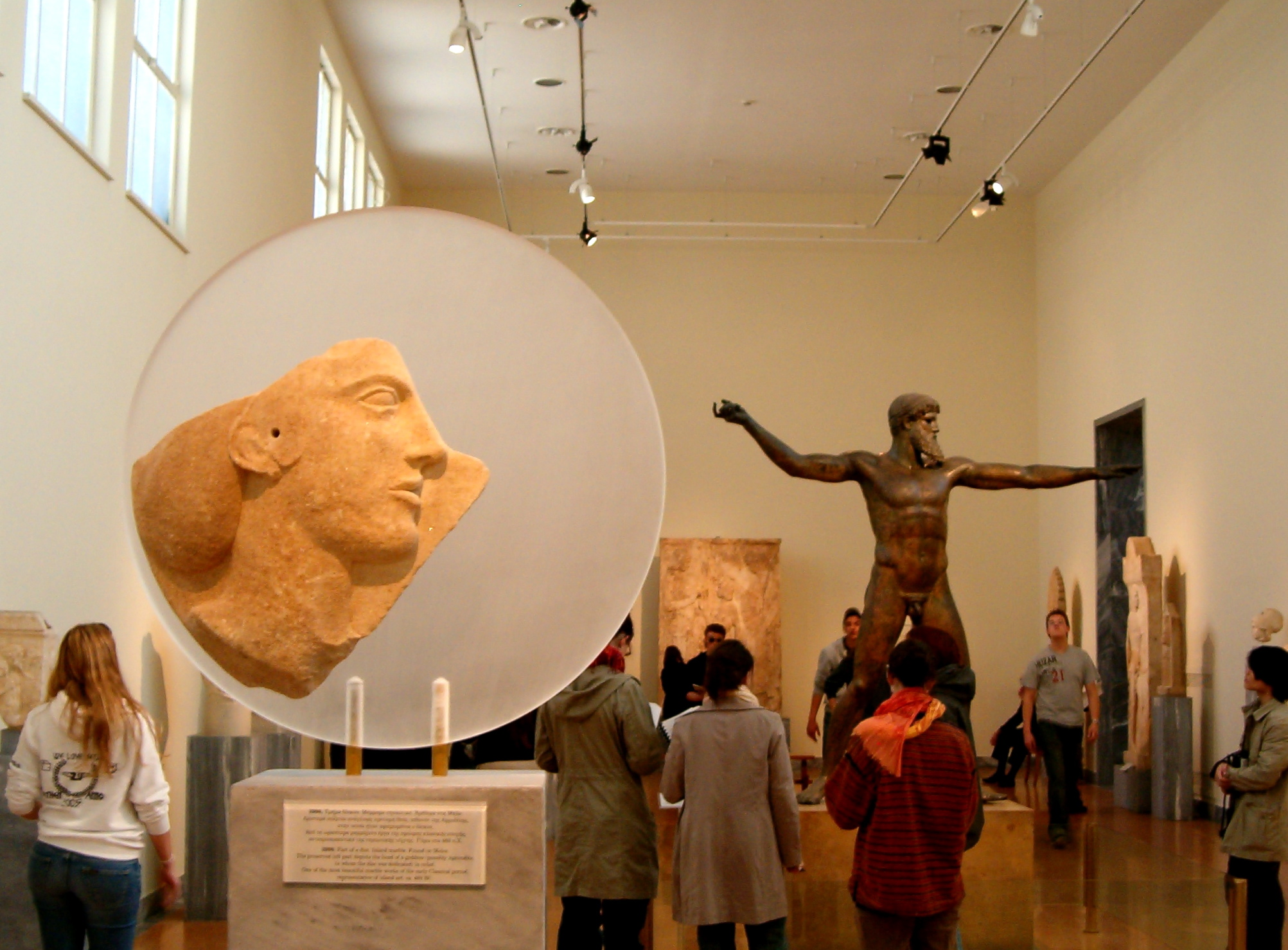
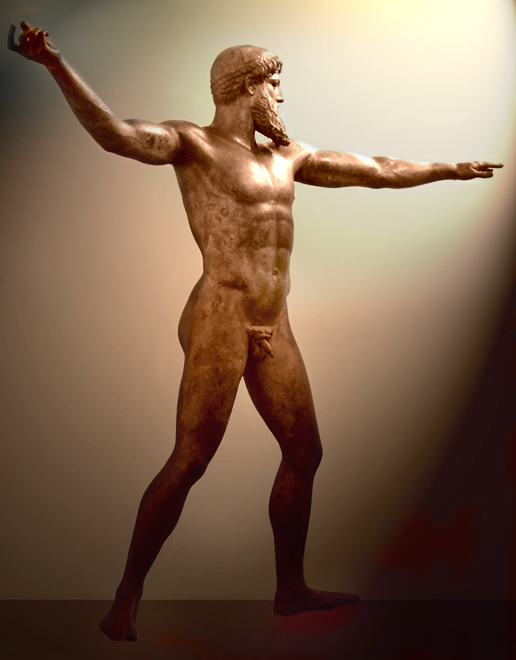
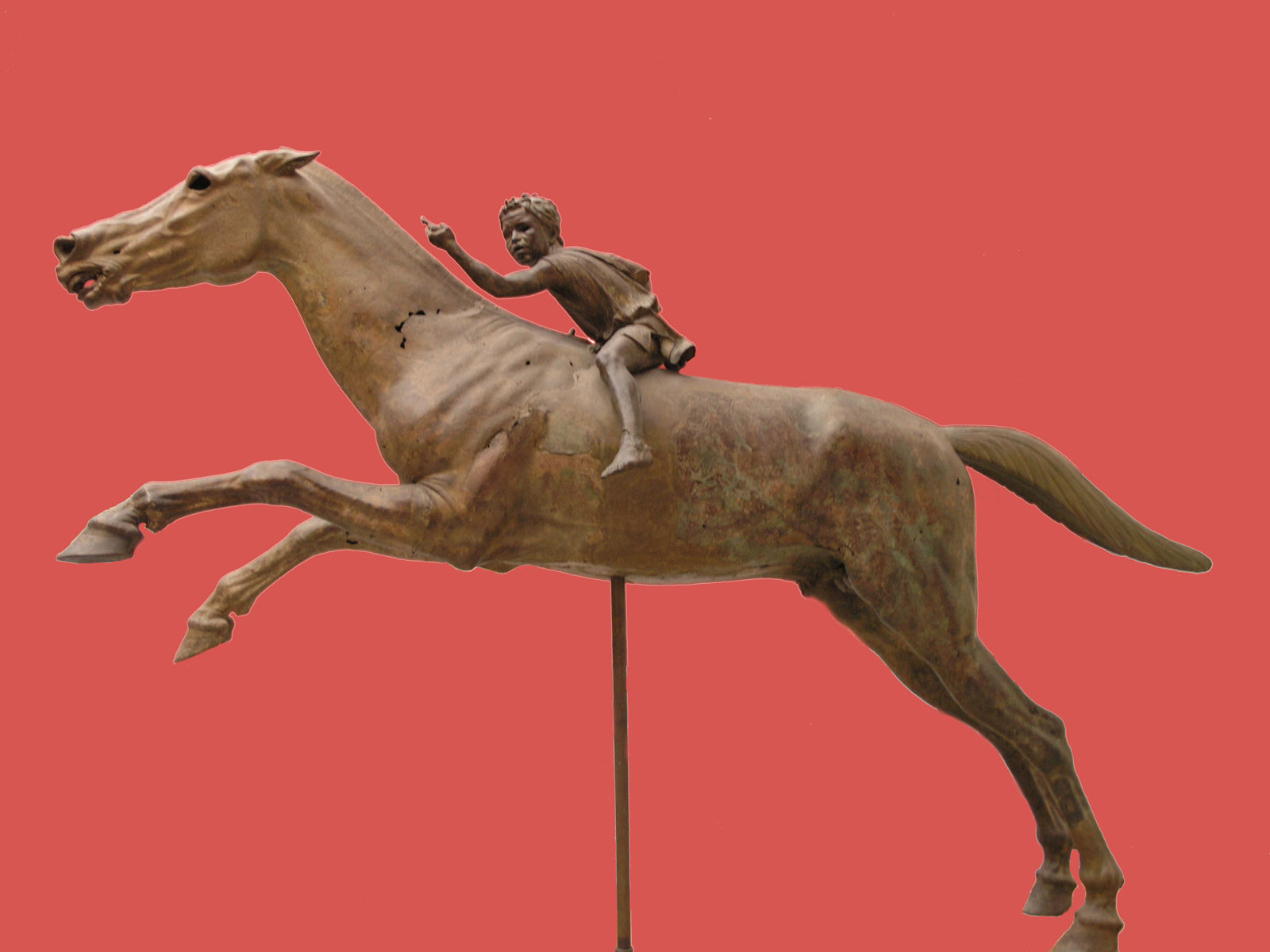
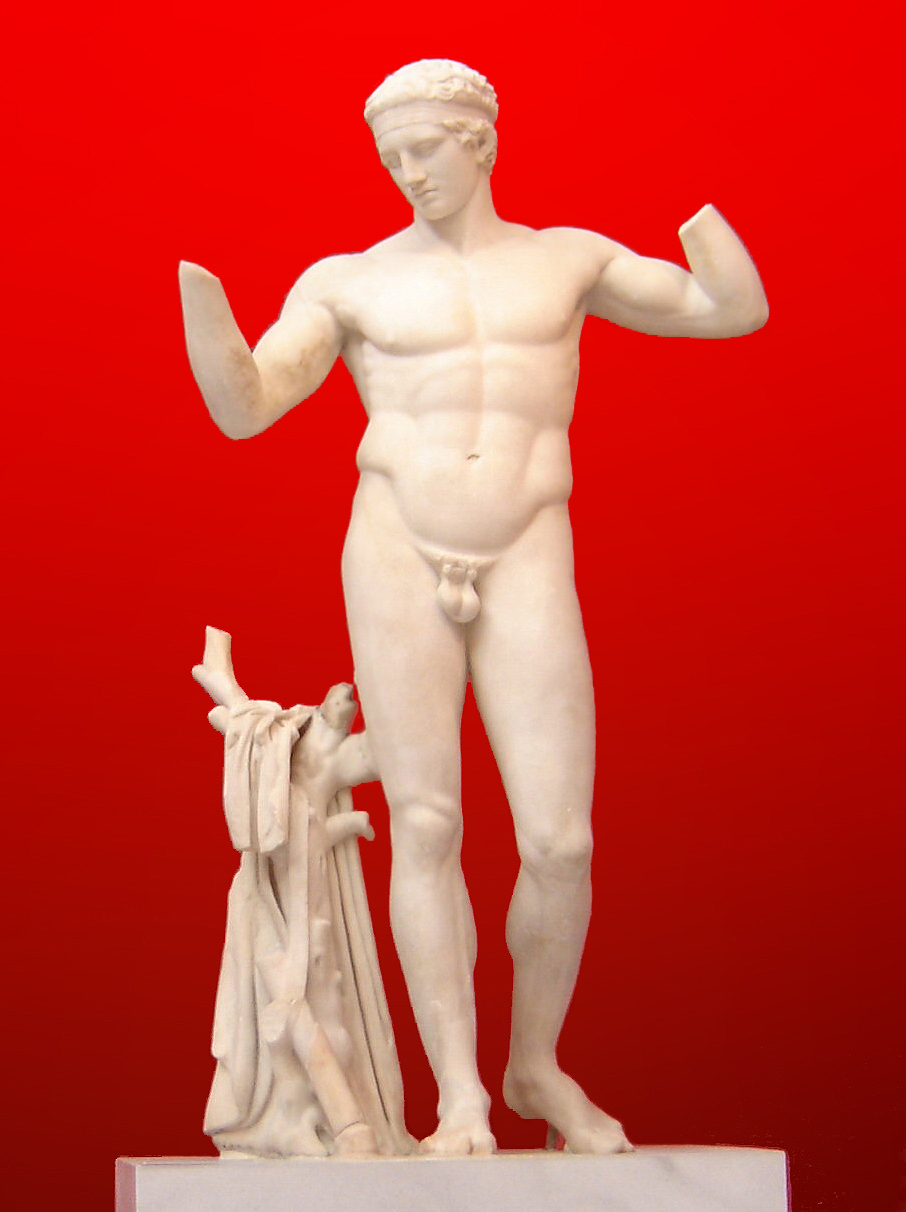
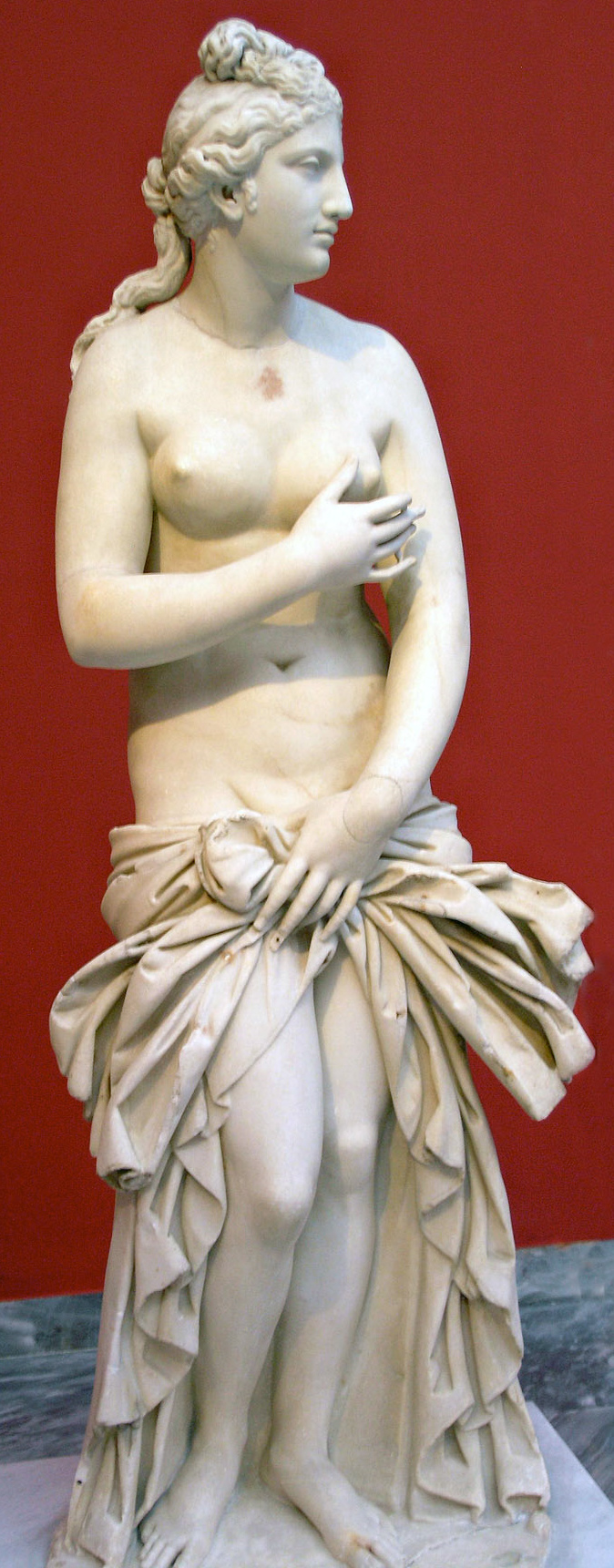
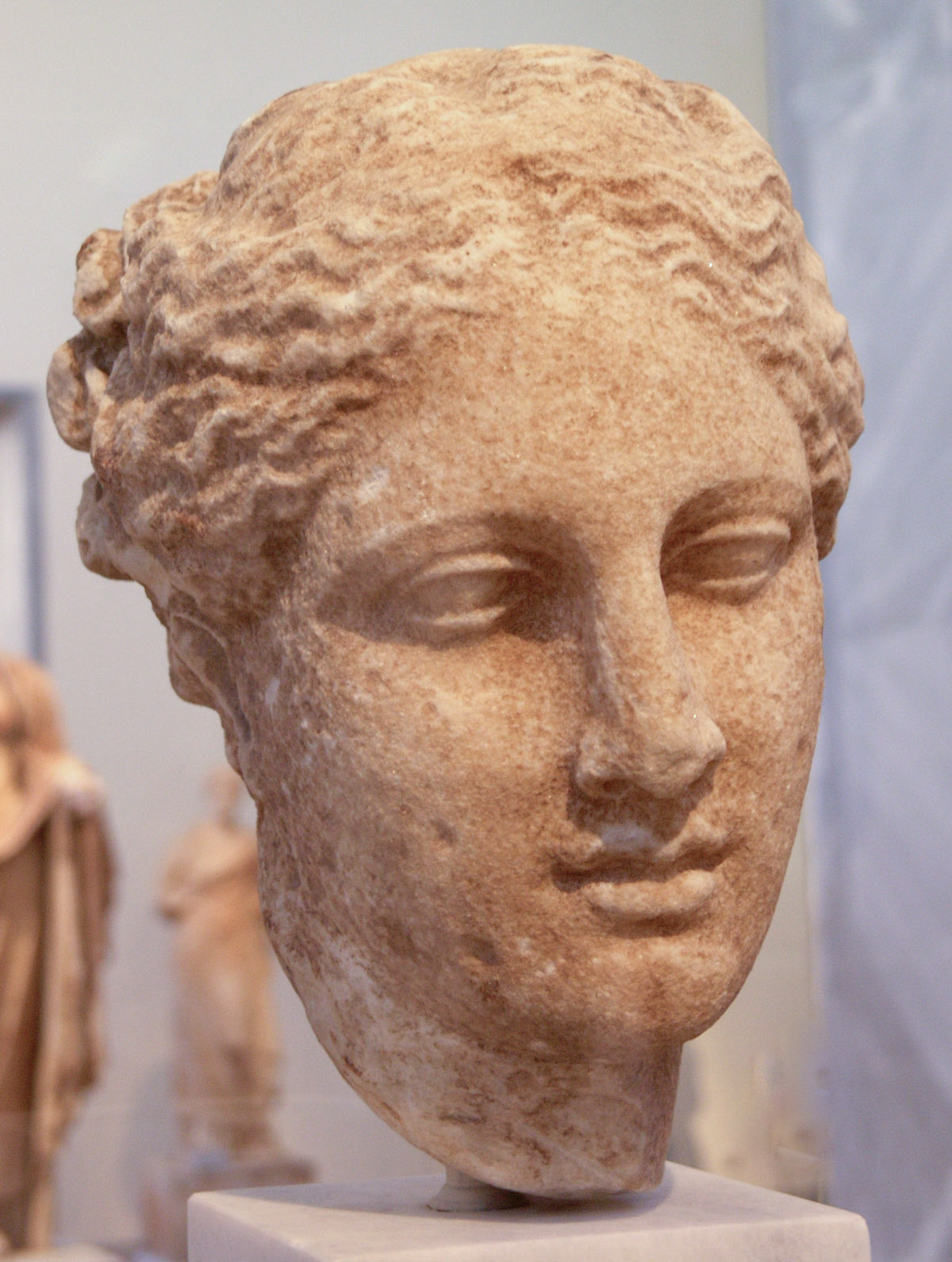
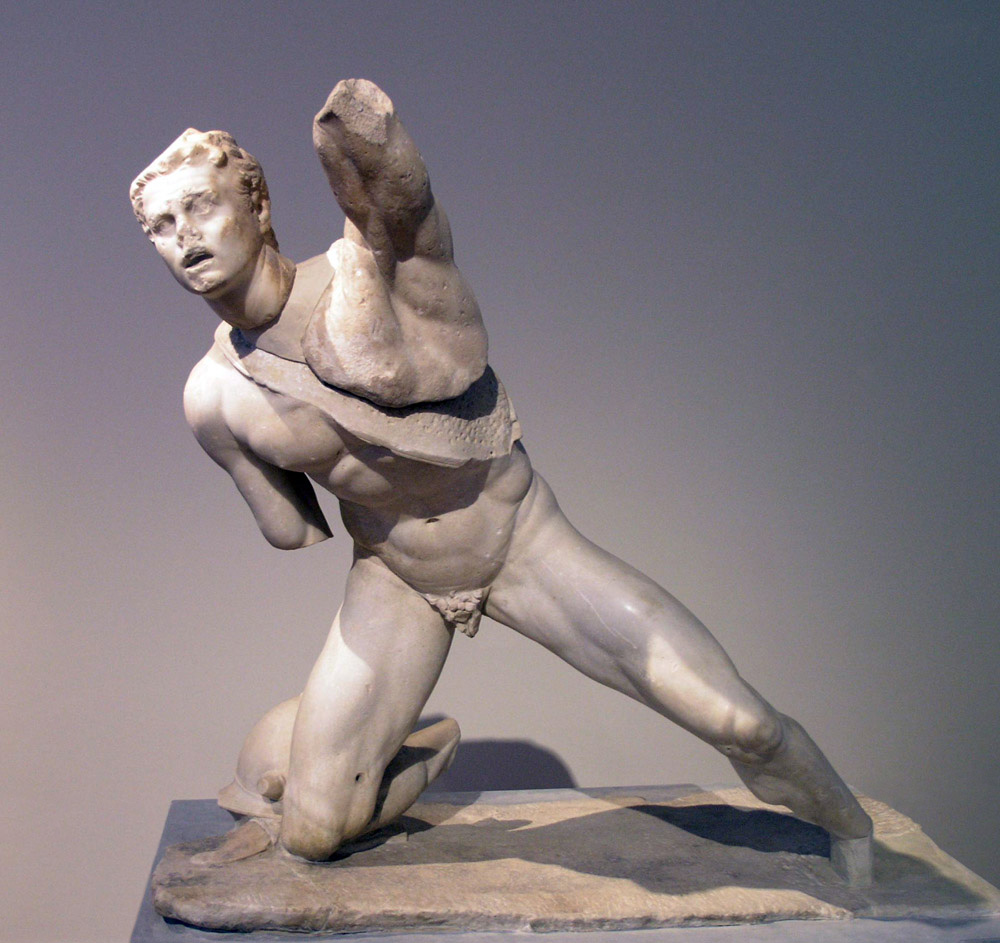
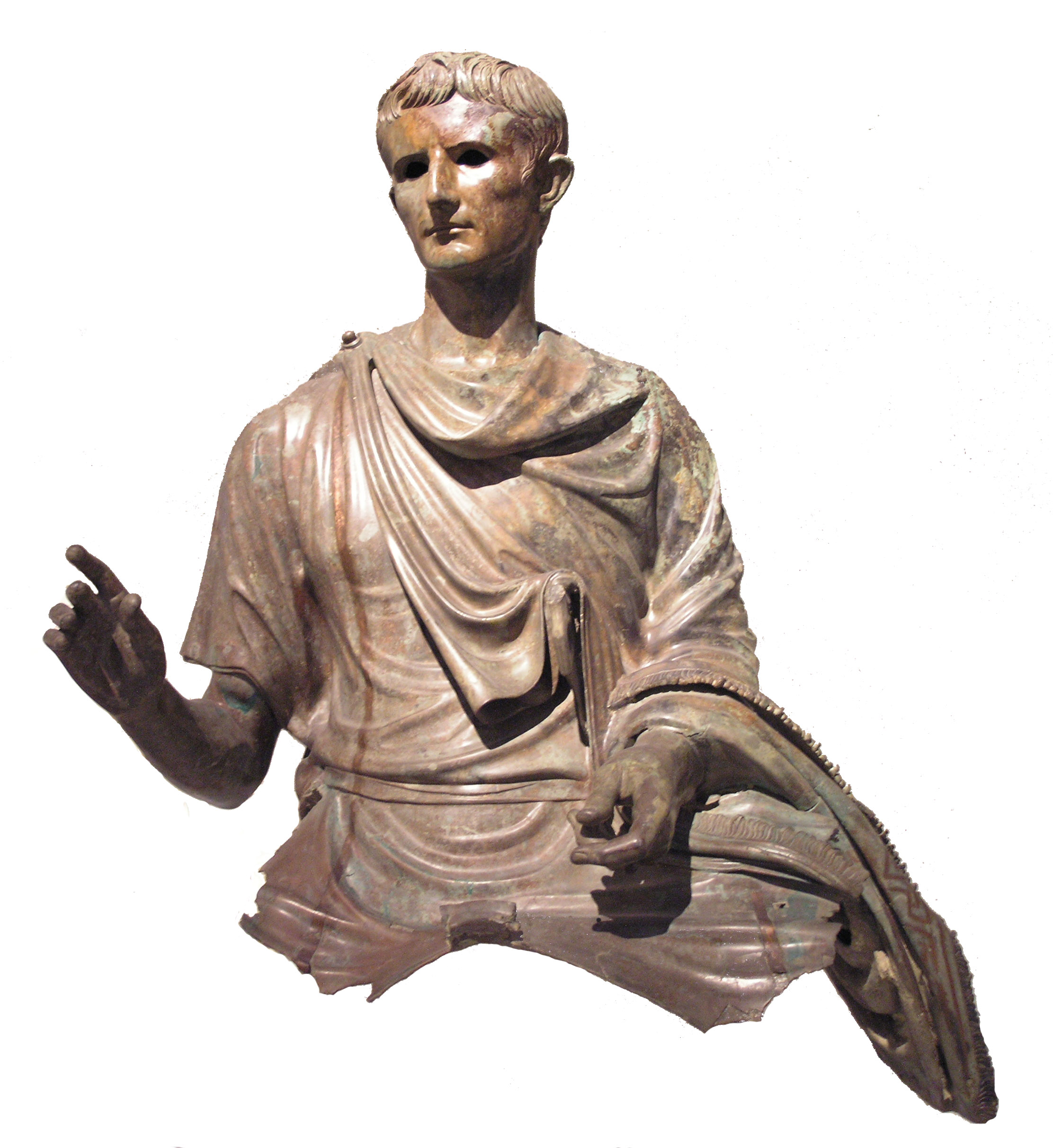
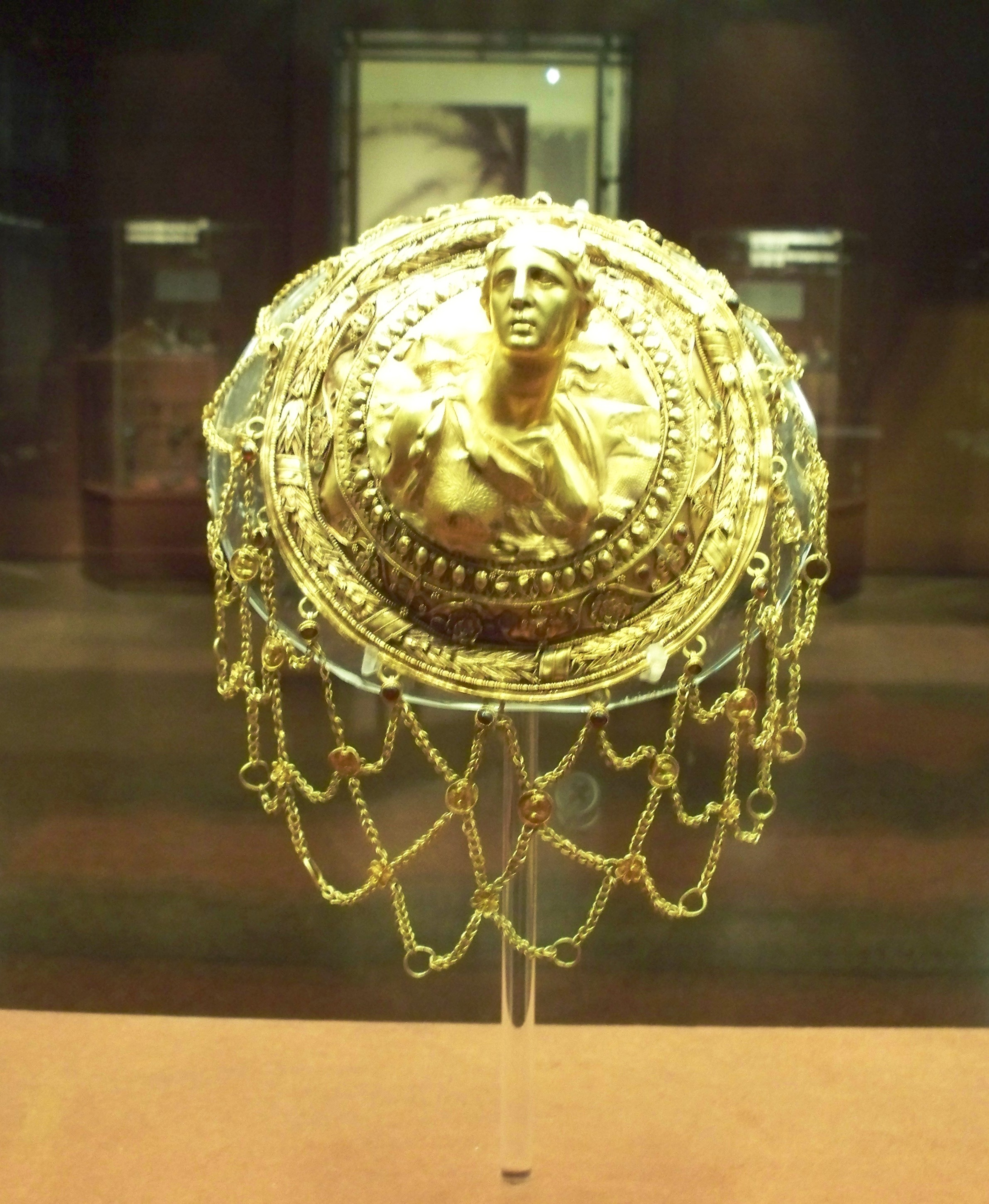
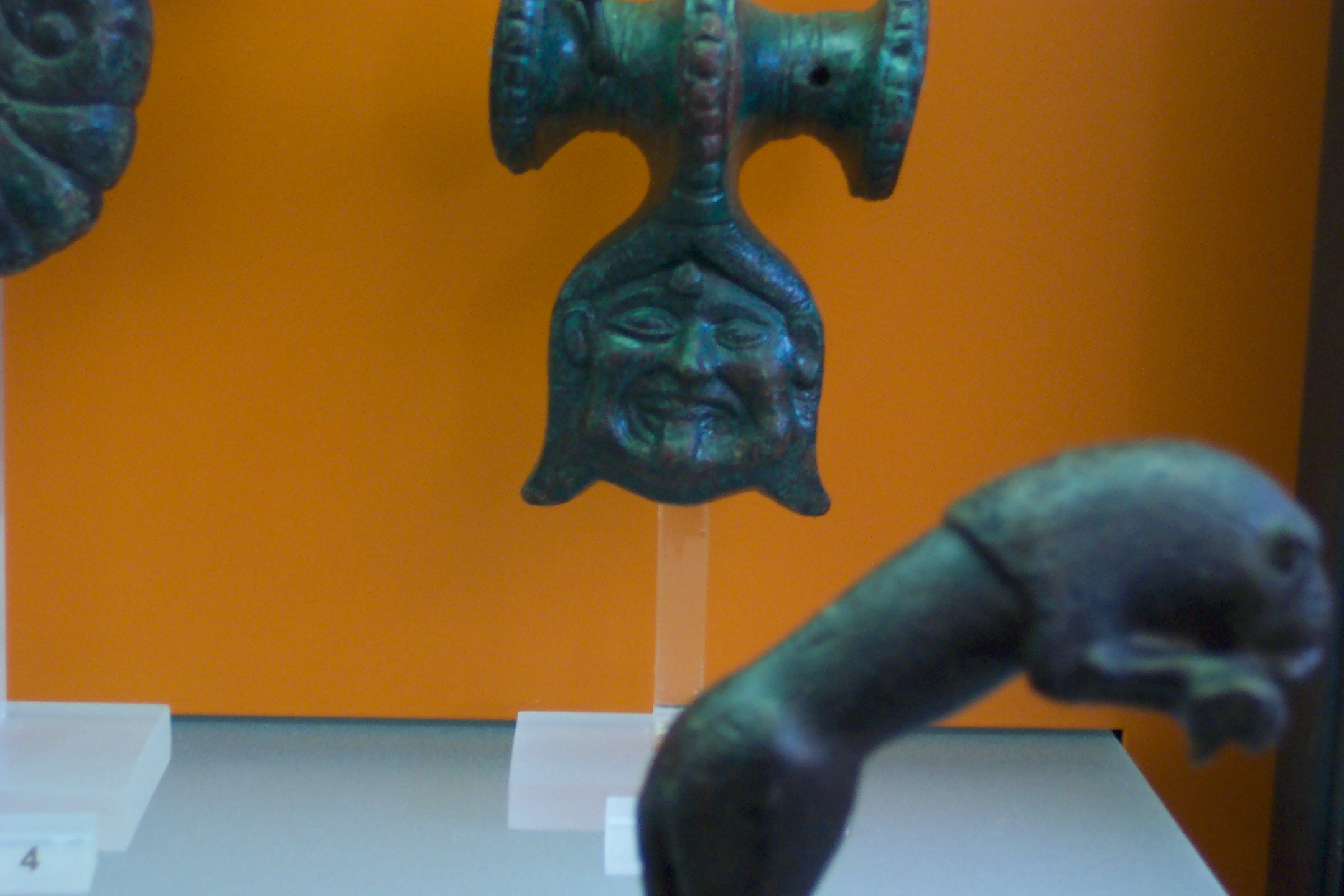
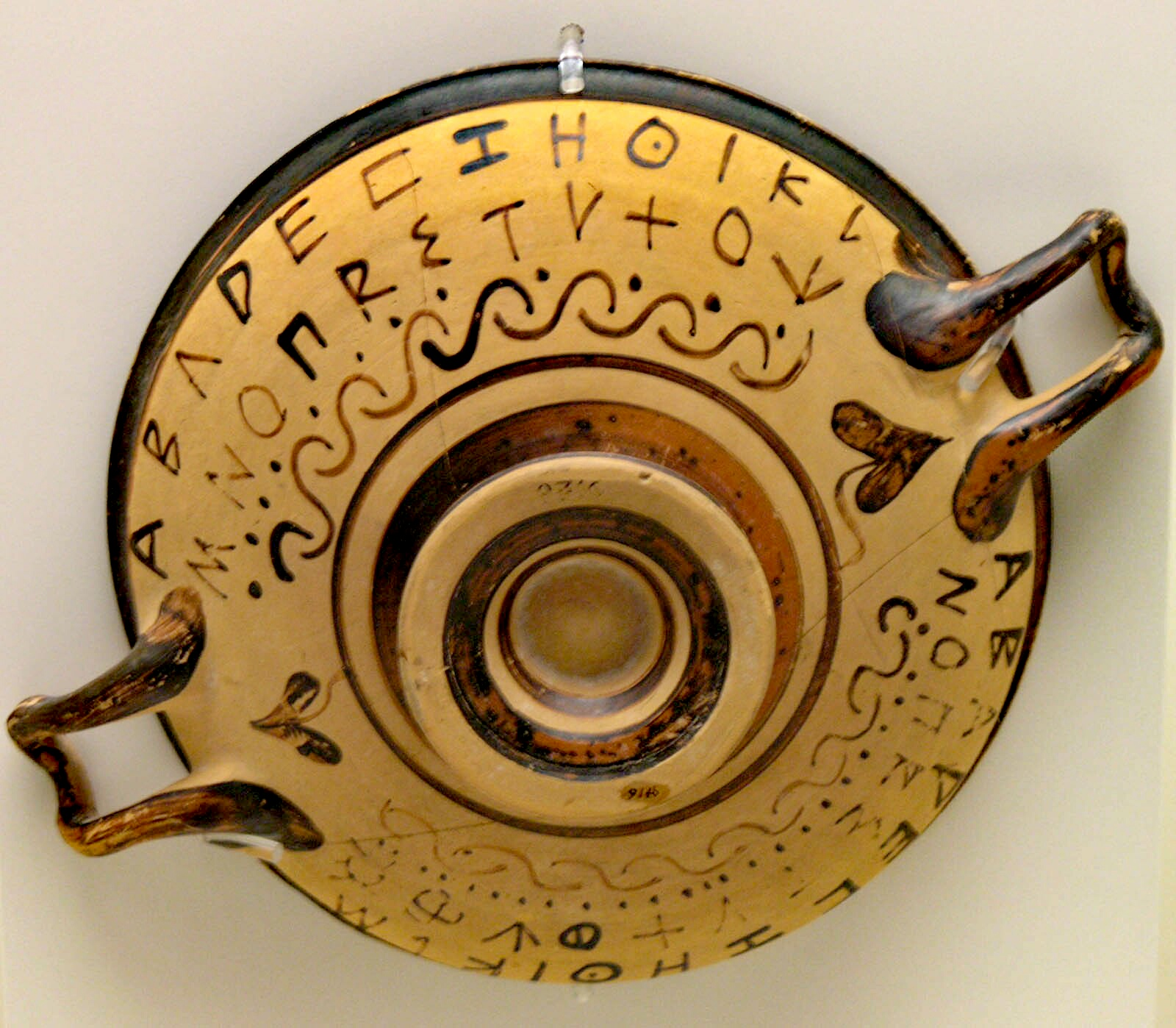